# RPD

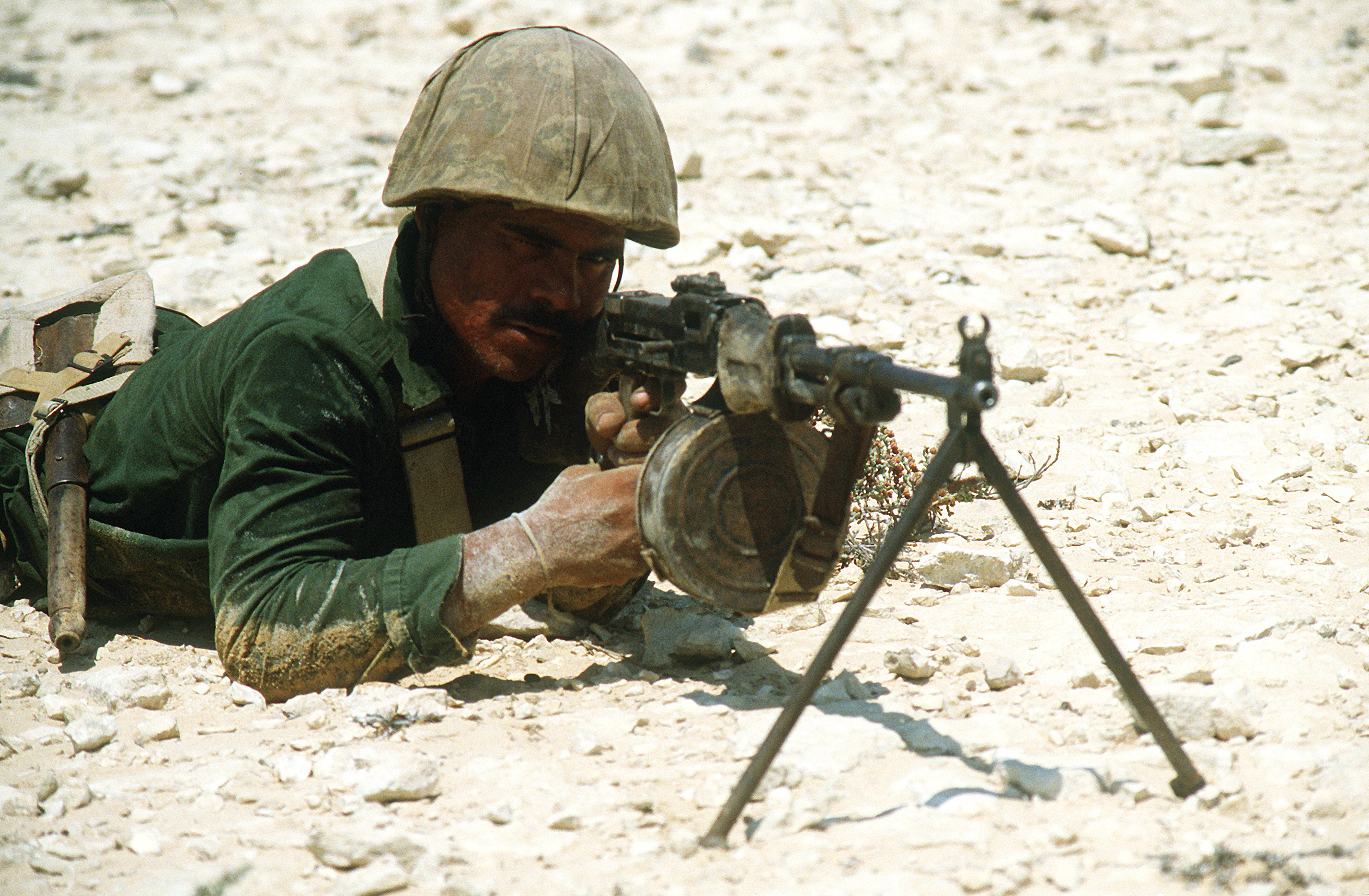
Um militar egípcio com seu RPD.

A RPD (em russo: Pучной пулемёт Дегтярёва, ou Ruchnoy Pulemyot Degtyaryova; em português: metralhadora portátil de Degtyaryov) é uma metralhadora leve de calibre 7,62x39mm desenvolvida pela União Soviética. Ela substituiu a antiga DP. Usada por mais de 30 países, é uma das primeiras do seu tipo já construídas. Foi mais tarde substituída pela RPK.

## História
O trabalho na arma começou em 1943. Três importantes engenheiros soviéticos foram convidados a enviar seus próprios projetos: Vasily Degtyaryov, Sergei Simonov e Alexei Sudayev. Entre os protótipos concluídos e preparados para avaliação, o projeto de Degtyaryov provou ser superior e foi aceito em serviço nas Forças Armadas Soviéticas como o modelo Ручной Пулемёт Дегтярёва, PПД (RPD, Ruchnoy Pulemyot Degtyaryova ou "metralhadora leve Degtyaryov"), modelo 1944.
Embora a RPD estivesse pronta para produção em massa durante os estágios finais da Segunda Guerra Mundial, ela foi adotada em 1948 e a entrega em larga escala da arma só começou em 1953.
Durante a Guerra do Vietnã, a RPD e sua cópia chinesa (Tipo 56) serviram ao Viet Cong e ao Exército do Povo do Vietnã como sua metralhadora leve padrão.
Após a introdução das armas de apoio do padrão Kalashnikov, como as metralhadoras RPK e PK, na década de 1960, a RPD foi retirada da maioria das unidades de primeira linha do antigo Pacto de Varsóvia. No entanto, a RPD permanece em serviço ativo em muitos países africanos e asiáticos.
Além da antiga União Soviética, a arma foi fabricada na China (como Tipo 56), Egito (RPD Maadi), Coreia do Norte (Tipo 62) e, desde 1956, na Polônia.

## Operadores
- Afeganistão[9]
- Albânia[9]
- Argélia[9]
- Angola[9]
- Azerbaijão[9]
- Bangladesh[9]
- Benim[9]
- Bolívia
- Burundi: Rebeldes do Burundi[10]
- Camboja:[9] Incluindo Tipo 56[11]
- Cabo Verde[9]
- República Centro-Africana[9]
- Chade[9]
- Camarões[9]
- República do Congo[12]
- República Democrática do Congo[9]
- Djibuti[9]
- Egito[9]
- Guiné Equatorial[9]
- Eritreia[9]
- Etiópia[9]
- Gana
- Guiné
- Hungria[13]
- Indonésia[14]
- Iraque[9]
- Costa do Marfim[15]
- Laos[9]
- Lesoto[16]
- Líbia[9]
- Malta[9]
- Mongólia
- Marrocos[9]
- Nicarágua[9]
- Nigéria[9]
- Níger[17]
- Coreia do Norte:[9] Tipo 62[18]
- Paquistão[9]
- Peru
- Roménia[9]
- Ruanda
- República Árabe Saarauí Democrática: Usada em veículos Land Rover[19]
- Seicheles[9]
- Serra Leoa[9]
- Somália[9]
- Sudão[9]
- Síria[9]
- Tanzânia[9]
- Togo[9]
- Uganda[9]
- Ucrânia[20]
- Estados Unidos: Versão modificada emitida para o MACV-SOG, com cano encurtado e fita de 125 cartuchos[21]
- Vietname[9]
- Iêmen[9]
- Zimbabwe[9]

### Operadores antigos
- China: Tipo 56 e Tipo 56-1.[22] Substituídas pelas metralhadoras leves Tipo 81 e QBB-95 em serviço, anteriormente produzidas pela Norinco.
- Alemanha Oriental: Localmente designada IMG D ou leichtes Maschinengewehr Degtjarjow (metralhadora leve Degtyaryov).[23]
- Finlândia:[9] Nome designado localmente 7.62 kk 54 RPD
- Geórgia: Usada por diferentes grupos armados na década de 1990, fora de serviço.[24]
- Israel[25]
- Rodésia[26]
- União Soviética

### Operadores não estatais
- Movimento Popular de Azauade[27]